# Education for Death
Education for Death: The Making of the Nazi è un cortometraggio di propaganda animato prodotto da Walt Disney Productions e distribuito il 15 gennaio 1943 da RKO Radio Pictures, diretto da Clyde Geronimi e principalmente animato da Ward Kimball. Il cortometraggio si basa sull'omonimo saggio dell'autore americano Gregor Ziemer. Il film racconta la storia di Hans, un ragazzo nato e cresciuto nella Germania nazista, il suo indottrinamento nell'Hitlerjugend e quindi la sua marcia verso la guerra.

## Trama
Una coppia tedesca dimostra a un burocrate nazista tedesco la loro appartenenza alla razza ariana, consegnando loro i certificati di nascita, quelli dei loro genitori, nonni e bisnonni. I due ottengono dal burocrate il permesso di dare al loro primogenito il nome Hans, poiché esso non figura sulla lista di nomi vietati dal partito: il bambino viene destinato a servire il Führer Adolf Hitler e il partito nazista. Come ricompensa, il funzionario dona loro una copia del Mein Kampf; il loro passaporto contiene spazi per altri 12 figli, lasciando intendere che alla coppia sia richiesto di produrre una famiglia numerosa per servire la Patria.
Segue l'unico momento comico del cartone animato, dal tono più leggero rispetto al resto del film. Hans, ora in età prescolare, ascolta una versione distorta della fiaba de La bella addormentata, in cui Hitler è il principe che salva una valchiria obesa, la quale rappresenta la Germania, da una strega cattiva di nome Democrazia. Hans rimane affascinato da Hitler, e insieme ai membri più giovani della Hitlerjugend rivolge il saluto nazista a un ritratto del Führer vestito da cavaliere.
Più tardi, Hans si ammala ed é costretto a letto. Sua madre, disperata, prega per lui, temendo che le autorità lo portino in un campo di concentramento. Un ufficiale nazista si reca a sincerarsi delle condizioni di Hans; davanti alle resistenze di sua madre, l'ufficiale le ordina di curare in fretta suo figlio, implicando che, se non guarisce, verrà soppresso. Le ordina inoltre di non mostrare eccessivo affetto verso di lui, poiché un soldato non deve mostrare alcuna emozione, pietà o sentimento positivo.
Hans fortunatamente guarisce e riprende la sua "educazione" a scuola, dove lui e il resto dei suoi compagni di classe, tutti con indosso l'uniforme della Hitlerjugend, salutano i ritratti di Hitler, Goering e Goebbels. Il loro maestro (anch'egli in uniforme) disegna sulla lavagna una volpe che mangia un coniglio, dopo di che chiede ai propri studenti di interpretare il fumetto. Hans si dice dispiaciuto per la sorte del coniglio; l'insegnante, furioso, lo punisce facendolo sedere in un angolo con in testa un berretto da asino, chiamandolo Dummkopf ("stupido" in tedesco) e sottoponendolo allo scherno dei suoi compagni di classe. Durante la punizione, Hans sente il resto dei compagni di classe interpretare "correttamente" il disegno: "la debolezza non esiste nel cuore di un soldato" e "il forte sottomette il debole"; quando gli viene chiesto nuovamente cosa ne pensi, Hans stavolta concorda sul fatto che il debole meriti di essere sopraffatto, mostrando odio totale verso il coniglio, deliziando il maestro.
Successivamente, un Hans adolescente prende parte a un rogo di libri, bruciando tutti i testi con idee opposte a quelle di Hitler (tra cui gli scritti di Einstein, Spinoza e Voltaire); perfino la Bibbia viene sostituita dal Mein Kampf, e il crocifisso con una spada nazista, in quanto la religione entra in contrasto con gli ideali del partito nazista. Hans trascorre quindi gli anni successivi della sua vita "marciando e salutando, salutando e marciando" indossando un'uniforme simile a quella delle Sturmabteilung; il ragazzo continua a "marciare e salutare" fino a diventare prima giovane uomo e poi adulto, diventando un "bravo nazista" e ottenendo l'uniforme della Wehrmacht e delle SS, mosso dall'odio verso chiunque si opponga a Hitler. Senza "alcun brandello di risata, speranza, tolleranza o misericordia" rimasto in lui, egli viene equipaggiato anche con paraocchi e museruola, in quanto "vede solo ciò che il partito vuole che veda, dice solo ciò che il partito vuole che dica, e fa solo ciò che il partito vuole che faccia". Hans e il resto dei soldati tedeschi, incatenati tra loro marciano verso la guerra, per poi svanire in file di tombe identiche, con nessun altro decoro se non una svastica e un elmetto. Così si completa l'educazione di Hans, "la sua educazione... alla morte".

## Produzione
Education for Death: The Making of the Nazi fu realizzato in un momento particolarmente difficile per Walt Disney, il quale si trovava in difficoltà finanziarie dopo il fallimento al botteghino di Fantasia e un prolungato sciopero dei suoi animatori. Prossimo alla bancarotta, Disney riuscí a fare un accordo con il governo degli Stati Uniti d'America, impegnandosi a realizzare 32 cortometraggi animati di propaganda tra il 1941 e il 1945, ciascuno dei quali gli sarebbe stato pagato 4500 dollari. Lo scoppio della II Guerra Mondiale fece sì che questi cortometraggi fossero utilizzati per la propaganda antinazista: del gruppo fanno parte film come Questione di psicologia, The Thrifty Pig e alcuni cartoni delle serie Paperino e Pluto. Disney rifiutò tuttavia di impiegare il suo prediletto Topolino per la propaganda; inoltre dichiarò che, dopo la release cinematografica, il cortometraggio non sarebbe mai più stato replicato, assieme al coevo Der Fuehrer's Face.
Il cortometraggio è liberamente tratto dal libro omonimo di George Ziemer, in cui l'autore (rifugiatosi in America dopo essere fuggito dalla Germania Nazista) raccontava l'indottrinamento ricevuto a scuola e nella Gioventù Hitleriana; lo stesso libro ispirò il coevo film Hitler's Children.
Tra i Wartime Cartoons disneyani prodotti in questo periodo, Education for Death è probabilmente quello dai toni più cupi e drammatici: a differenza degli altri cortometraggi, esso si sviluppa come un documentario dal disegno estremamente realistico e privo di qualsiasi elemento comico, a eccezione del breve segmento ispirato a La Bella Addormentata. La Germania nazista è presentata come un regno terrificante, dove ogni sentimento positivo viene soppresso sul nascere. Sono presenti riferimenti non troppo velati all'antisemitismo e all'antiamericanismo, tra cui l'elenco dei nomi proibiti (tutti americani ed ebrei) e il rogo dei libri, tra i quali figura uno spartito della Marcia Nuziale di Felix Mendelssohn, compositore ebreo.
La narrazione in overvoice di Art Smith è in lingua inglese, mentre i dialoghi dei personaggi sono in lingua tedesca, senza sottotitoli né traduzione. Nella scena del rogo di libri è usata un'autentica registrazione di un discorso di Hitler.

## Home video
Il cortometraggio è stato rilasciato in DVD nel 2004, in una raccolta della serie Walt Disney Treasures, inedita in Italia.